# Condado de Cazalla del Río
El condado de Cazalla del Río es un título nobiliario español concedido por el rey Carlos II de España, por decreto el 10 de diciembre de 1689 (por carta, el 12 de marzo de 1691).
Fue otorgado a favor de Pedro José Victorino de Escobedo y Álvarez-Osorio (segundo hijo de Antonio Ventura de Escobedo y Aboz, natural de Martos, provincia de Jaén, y de María Ignacia Félix Álvarez de Osorio Escudero y Aguliar, casados en Zafra en el año 1665. Tuvieron seis hijos: Pedro José, Leonor, Juan, Juana Francisca, Inés Rosa y Diego Ignacio), caballero de la Orden de Calatrava (desde 1685), al igual que su padre y su hermano menor Diego Ignacio (II Conde de Cazalla del Río).
En alguna literatura, esta familia aparece sencillamente como «Escobedo y Osorio», de origen extremeño (Zafra–Badajoz). Se trata de un apellido ilustre con ramas en Jaén, Badajoz, Toledo y Chile. Probaron su nobleza en la Orden de Calatrava, Orden de Santiago y Orden de Carlos III.

## Condes de Cazalla del Río
I . Pedro José Victorino de Escobedo y Álvarez-Osorio. Sin descendencia.
II.  Diego Ignacio de Escobedo y Álvarez-Osorio, (Zafra 2 de agosto de 1675-Jaén, 24 de dic diciembre de 1729), hermano del anterior. Se casó en Jaén el 30 de junio de 1706, con la giennense Elvira María Serrano y Mesía. Tuvieron varios hijos: Jorge, Ignacio Félix, Diego Francisco, Antonio Fernando, José Joaquín, Manuel Bernardo y Francisco de Paula.Le sucedió su hijo mayor:
III. Jorge María de Escobedo y Serrano (José María, en otras fuentes). Nacido en Martos (Jaén) en 1710. Se casó con María Antonia de Ocaña-Alarcón y Montalvo. señora de Pozuelo de Alarcón en Madrid (1733), con la cual tuvo tres hijos: Manuel, Jorge y José. Le sucedió su hijo:
IV.  Manuel Joaquín de Escobedo y Ocaña Alarcón, señor de Pozuelo de Alarcón. Contrajo matrimonio con Juana Lantz y Montserrat. No tuvo hijos. Le sucedió su hermano:
V.  Jorge de Escobedo y Ocaña (1743-1805), caballero de Santiago. Se casó con la gaditana Gertrudis de Vellasco y Plasencia (en otras fuentes Vellasco y Montanel). Tuvieron dos hijas: Francisca y Dolores (1789-1845). Le sucedió su hija:
VI.  Francisca de Escobedo y Velasco (1789-1841). Se csó en 1825 con Fernando Aranda y Salazar (IX Conde de Humanes). Sin hijos. Le sucedió su tío:
VII.   Francisco de Escobedo y Álvarez, nieto del II  conde, sobrino del III conde, y primo del IV y V conde de Cazalla del Río, y por tanto, tío de la anterior condesa. Se casó con María Josefa de Chaves y Montenegro. Le sucedió su hijo:
VIII. Antonio Ventura de Escobedo y Chaves. Sin descendencia.
Le sucedió su hermano:
IX.  Mariano Escobedo de Chaves, miembro del Congreso de los Diputados por Jaén, elegido por dos veces consecutivas (elecciones del 22/11/1864 y del 10/03/1867). Murió sin descendencia.
En 1895 se publica la vacante del título, tras el fallecimiento de Mariano Escobedo de Chaves, último poseedor legal del título, sin que conste que el inmediato sucesor haya obtenido la Real Carta de Sucesión.
X. conde o condesa: ¿?
XI. Felipe López-Valdemoro y Aranda (1864-1914). Su abuela materna, Mª Dolores, era la hermana de la VI condesa de Cazalla del Río, e hija pequeña del V conde de Cazalla del Río. Se casó en 1883 con Clotilde Fernández de las Cuevas y de la Puente. Tuvieron tres hijos: Clotilde (n. 1885), Felipe (1888-1908) y Luisa.  Escribió un libro titulado Guía de la Nobleza española, editado en Madrid en 1900.
En 1924 se rehabilita el título, a favor de Carmen Messía y Villarreal, VII marquesa de Casa Villa Real, para sí, sus hijos y sucesores legítimos:
XII.  María del Carmen Messía y Villarreal (1870-1947 o 1953). VII marquesa de Casa Villa Real. Era hija de Fernando Messia y Aranda (cuya abuela materna Mª Dolores era la hermana menor de Francisca, VI condesa de Cazalla del Río, e hija de Jorge, V conde de Cazalla del Río) y primo del anterior conde. Su madre era María del Carmen Villareal y Cervetto, VI marquesa de Casa Villa Real. se casó con Ignacio Toll y Padris y tuvieron como hijos a Blanca (n. 1891), Carmen (n. 1892), Manuel (n. 1894, que sigue), Josefa (n. 1896) y Fernando (nacido en 1897, alférez/teniente de Regulares de Alhucemas varias veces condecorado, caído en combate cerca de Melilla, posición de Benítez, el 21 de noviembre de 1923).
Su hijo, Manuel Toll y Messia (Granada, 1894-Madrid, 1936) se casó en 1926 con María del Carmen Valiente y Soriano y, aunque parece no ostentaron el título (él desapareció, y dado por muerto, a inicios de la Guerra Civil en Madrid, antes de la defunción de su madre), son los abuelos de la actual condesa de Cazalla del Río. En 1953 le sucede, por fallecimiento de su abuela Carmen Messía y Villarreal, su nieto:
XIII.  Fernando Toll-Messía y Valiente (1933-2016). VIII marqués de Casa Villa Real, nieto de la anterior condesa. Casado en 1960 en Zaragoza con María Pilar Gil Thomas (1931-2011). Le sucedió, por distribución y posterior fallecimiento, su hija:
XIV. Paloma Toll-Messía Gil, casada en 1997 en Londres con Christopher Patrick J. Clay, quienes tienen dos descendientes: Claudia María Clay Toll-Messía (Londres, 1998) y Louis Alexander Clay Toll-Messía (Ginebra, 2003). Hija segunda del anterior conde. Título heredado por distribución.
Anuncio publicado en el B.O.E. Núm. 232, martes 26 de septiembre de 2017, Sec. V-B. Pág. 68496.